# Annapolis (zoologia)
Annapolis Millidge, 1984 è un genere di ragni appartenente alla famiglia Linyphiidae.

## Etimologia
Il nome deriva dalla città di Annapolis, capitale dello Stato del Maryland, nei cui pressi è stata rinvenuta.

## Caratteristiche
I maschi non superano la lunghezza di 1 millimetro, le femmine sono poco più grandi, fra 1 e 1,1 millimetri.

## Distribuzione
L'unica specie oggi nota di questo genere è stata reperita negli USA, endemica dello Stato del Maryland; gli esemplari originali vennero reperiti nei pressi della cittadina di Branchville

## Tassonomia
A maggio 2011, si compone di una specie:
- Annapolis mossi (Muma, 1945)[4] — USA (Maryland)